# Danaparoïde sodique
Le danaparoïde sodique (nom commercial : Orgaran) est un traitement anticoagulant par injection appartenant au groupe des héparinoïdes.
Il est essentiellement utilisé comme traitement substitutif aux héparines non fractionnées (HNF) et héparines de bas poids moléculaire (HBPM) chez des patients atteints ou ayant des antécédents documentés de thrombopénie induite par l'héparine (TIH) de type II avec ou sans manifestations thromboemboliques veineuses.
Il est composé de plusieurs glycosaminoglycanes sulfatés de bas poids moléculaire qui sont extraits de la muqueuse intestinale de porc : sulfate d'héparane, sulfate de dermatane et sulfate de chondroïtine (à une moindre dose).
Le danaparoïde sodique ne contient pas de fragment d'héparine.

## Mécanisme d'action
L'activité anticoagulante de l'Orgaran repose de manière presque exclusive sur son activité anti-Xa, avec un rapport d'activité anti-Xa / anti-IIa supérieur à 20.
L'activité anti-Xa s'exerce via l'antithrombine, entraînant une diminution de la formation de thrombine, enzyme-clef de la transformation du fibrinogène en fibrine.
Son action sur les fonctions plaquettaires est très faible, ce qui explique son utilisation dans la TIH.

## Indications
Les indications sont :
- le traitement préventif et curatif des manifestations thromboemboliques veineuses des patients atteints de thrombopénie induite par l'héparine de type II ou ayant des antécédents documentés de thrombopénie induite par l'héparine de type II et pour lesquels un traitement par HNF ou HBPM est formellement contre-indiqué ;
- le traitement préventif de la maladie thromboembolique veineuse en chirurgie oncologique et orthopédique.

## Contre-indications
Ce sont : 
- test d'agrégation plaquettaire in vitro positif au danaparoïde chez les patients aux antécédents de TIH ;
- insuffisance rénale/hépatique sévère sauf en cas de TIH avec aucune alternative thérapeutique possible ;
- contexte hémorragique incontrôlable ;
- accident vasculaire cérébral hémorragique à la phase aiguë ;
- affection hémorragique grave (ex. : hémophilie) sauf en cas de TIH avec aucune alternative thérapeutique possible ;
- hypertension artérielle sévère avec notamment rétinopathie grave ;
- ulcère gastro-duodénal évolutif ;
- rétinopathie diabétique ;
- endocardite bactérienne aiguë ;
- hypersensibilité au danaparoïde et aux sulfites.

## Effets indésirables
Ce sont :
- hémorragies ;
- hématomes/douleurs au point d'injection ;
- thrombopénie lors de réaction croisée (chez des patients déjà sensibilisés à l'héparine) ;
- réactions d'hypersensibilité notamment cutanées.

## Mode d'administration
L'Orgaran s'utilise par voie parentérale : par voie sous cutanée (en préventif ou curatif) ou par voie intraveineuse (en curatif). Il ne s'administre pas en intramusculaire.

## Pharmacocinétique
La biodisponibilité en injection sous cutanée est proche de 100 %. Le pic d'activité anti-Xa plasmatique est atteint en 4 à 5 heures après injection. La demi-vie de l'activité anti-Xa est de 25 h et de 7 h pour l'activité anti-IIa. L'absence de métabolisme hépatique est démontrée chez l'animal. L'élimination est principalement rénale,.

## Surveillance
L'activité anticoagulante du danaparoïde sodique n'est pas corrélée à la mesure du TCA qui reste peu allongé. Sa mesure n'est donc pas recommandée dans le suivi.
La mesure de l'activité anti-Xa n'est en général pas nécessaire dans le suivi du traitement que le contexte soit préventif ou curatif. Un dosage sera préconisé lors de situations à risque de surdosage (ex. : insuffisance rénale) ou sous dosage (ex. : surcharge pondérale).
Une réaction croisée du danaparoïde avec le plasma de patients ayant présenté une TIH a été démontrée in vitro avec un risque de 5 à 10 %, imposant une  surveillance du nombre des plaquettes. Un test d'agrégation plaquettaire avec la molécule devra si possible être effectué avant l'instauration du traitement mais celui-ci pourra être débuté sans attendre le résultat puis arrêté ultérieurement en cas de positivité. Il faudra suspecter une réactivité croisée en l'absence de remontée des plaquettes et apparition/extension d'une thrombose veineuse. Au moindre doute, l'arrêt du traitement s'impose et un test d'agrégation doit être demandé si celui-ci n'a pas été fait.